# Szerves napelem

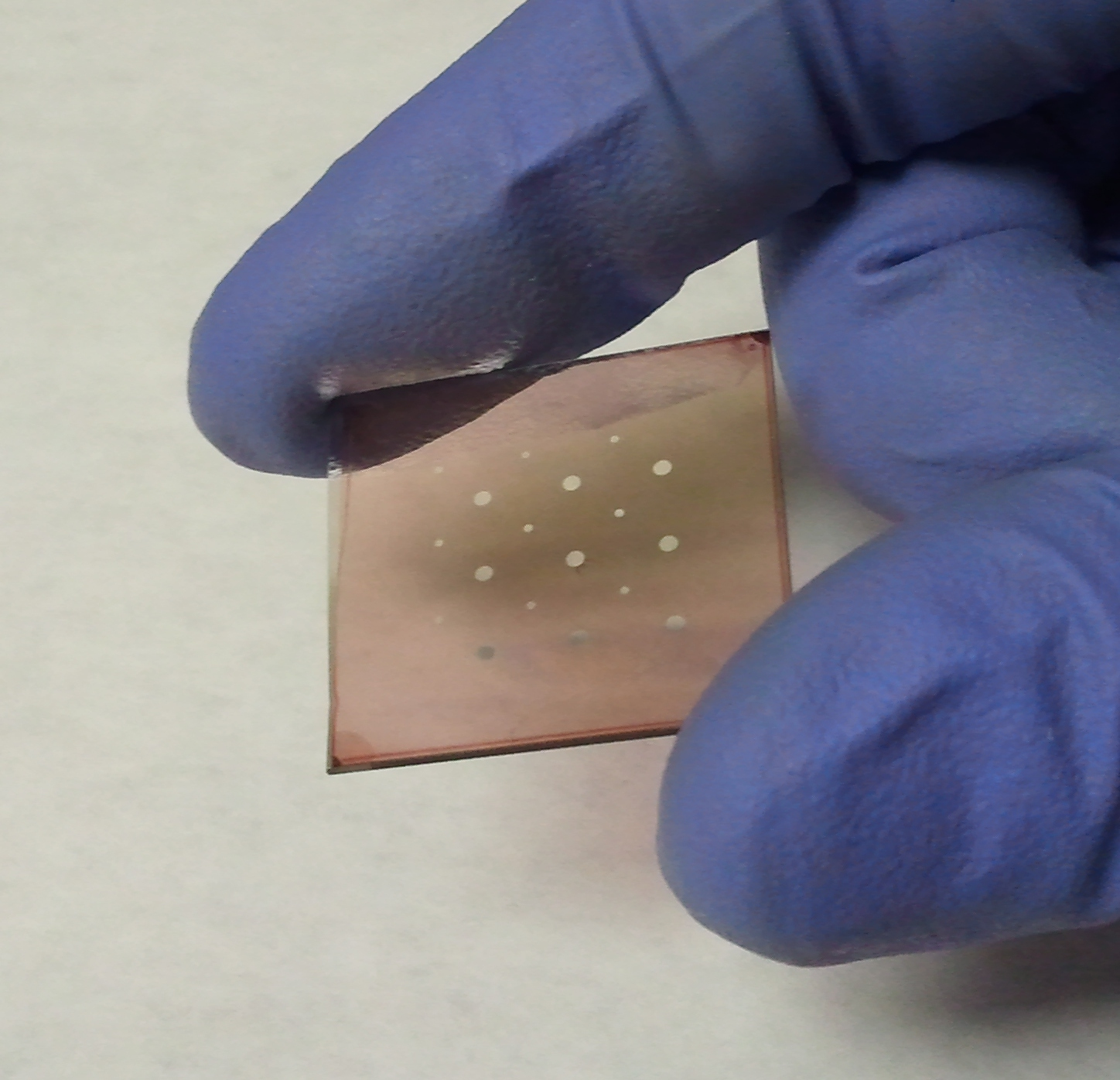
Polimer (poli-3-hexiltiofén) napelem

A szerves napelem (organic solar cell, OSC) vagy műanyag napelem a fotovoltaikus elemek olyan típusa, amely a szerves elektronikát – az elektronika azon ágát, amely vezető szerves polimerekkel vagy kis szerves molekulákkal foglalkozik – használja a fényelnyeléshez és a töltésszállításhoz, hogy a napfényből a fotovoltaikus hatás révén villamos energiát termeljen. A legtöbb szerves fotovoltaikus cella polimer napelem.
A szerves napelemekben használt molekulák nagy áteresztőképességű oldatfeldolgozással elkészíthetőek és olcsók, ami alacsony gyártási költségeket eredményez a nagy mennyiség előállításához. 
A szerves molekulák rugalmasságával együtt a szerves napelemek potenciálisan költséghatékonyak a fotovoltaikus alkalmazásokban. 
Molekulamérnöki eljárásokkal (pl. a polimerek hosszának és funkciós csoportjának megváltoztatása) megváltoztattatható a sávhézag, ami lehetővé teszi az elektronikus hangolhatóságot. A szerves molekulák optikai abszorpciós együtthatója magas, így kis mennyiségű, általában csupán pár száz nanométer vastagságú anyaggal nagy mennyiségű fényt lehet elnyelni.
A szilíciumalapú eszközökhöz képest a polimer napelemek könnyűek (ami fontos a kis méretű autonóm érzékelők esetében), potenciálisan eldobhatóak és olcsón előállíthatóak (néha nyomtatott elektronikával), fizikailag rugalmasak, molekuláris szinten testre szabhatóak és potenciálisan kevésbé károsak a környezetre. A polimer napelemek lehetnek átlátszóak ami ablakokban, falakon, rugalmas elektronikában stb. való alkalmazásokat tesz lehetővé.
A szerves fotovoltaikus cellákkal kapcsolatos fő hátrányok az alacsony hatásfok, az alacsony stabilitás és az alacsony szilárdság a szervetlen fotovoltaikus cellákhoz, például a szilícium napelemekhez képest.
A szerves cellák a kemény anyagok hatékonyságának kb. 1/3-át nyújtják, és jelentős fotokémiai degradációnak vannak kitéve, ami jelentősen csökkenti a várható élettartamot. Összességében azonban a jelentősen alacsonyabb előállítási költség és az alacsonyabb környezetterhelés miatt valós alternatívája lehet a szervetlen cellás technológiának.
A polimer napelemek alacsony hatásfoka és stabilitási problémái az alacsony költség és a megnövekedett hatékonyság  ígéretével együtt a napelemkutatás népszerű területévé tették őket. 2015-től kezdve a polimer napelemek tandemszerkezeten keresztül több mint 10%-os hatásfokot tudtak elérni. 2018-ban a szerves fotovoltaikában rekordot jelentő 17,3%-os hatásfokot értek el tandemszerkezeten keresztül.

## Egyéb harmadik generációs napcella fajták
- Festék-érzékenyített (Grätzel) cellák
- Fotoelektrikus cellák
- Hibrid cellák
- Nanokristályos cellák

## Fordítás
- Ez a szócikk részben vagy egészben  az   Organic solar cell című angol Wikipédia-szócikk fordításán alapul.  Az eredeti cikk szerkesztőit annak laptörténete sorolja fel. Ez a jelzés csupán a megfogalmazás eredetét és a szerzői jogokat jelzi, nem szolgál a cikkben szereplő információk forrásmegjelöléseként.